# Taragmarcha filicincta
Taragmarcha filicincta är en fjärilsart som beskrevs av Edward Meyrick 1930. Taragmarcha filicincta ingår i släktet Taragmarcha och familjen praktmalar, Oecophoridae. Inga underarter finns listade i Catalogue of Life.